# Латиано
Латиано (итал. Latiano) — коммуна в Италии, располагается в регионе Апулия, в провинции Бриндизи.
Население составляет 15 320 человек (2008 г.), плотность населения составляет 284 чел./км². Занимает площадь 54 км². Почтовый индекс — 72022. Телефонный код — 0831.
Покровительницей коммуны почитается святая Маргарита Антиохийская, празднование 20 июля.

## Демография
Динамика населения:

## Администрация коммуны
- Официальный сайт: http://www.comune.latiano.br.it/